# Kelly Gray
Kelly Gray (Washington, 1963. június 20. –) amerikai producer és gitáros.

## Pályafutása
Producerként közreműködött Geoff Tate kezdeti zenekarában (Myth), emellett dolgozott még a Nevermore-nak, a Dokken-nek, valamint Bob Rivers számára is.
A Queensrÿcheba 1997-ben került gitárosként, mint Chris DeGarmo utódja. A zenekarba mindössze egy lemezen gitározott, méghozzá a Q2K-n. Ezenkívül producerkedett is a banda számára, a Q2K és az American Soldier albumukon.

## Diszkográfia
Queensryche:
- Q2K (1999)